# Rafael Balsa de la Vega
Rafael Balsa de la Vega (Padrón, 1859-Madrid, 1913) fue un intelectual y artista gallego.

## Biografía
Rafael Balsa de la Vega, conocido también como Ricardo Balsa, en honor a su padre, fue un intelectual gallego con impacto artístico y literario a nivel nacional. Desde bien joven, presentó un gran interés por el arte, viendo como su progenitor dedicaba su tiempo de ocio a la pintura. 
En el año 1877, con dieciocho años de edad, decidió dejar su ciudad natal para poder viajar y adentrarse en el mundo de la nobleza gallega, así como codearse con los intelectuales de la época. Con tan pocos años consiguió retratar a ilustres personalidades como Emilia Pardo Bazán, Antonio Dabán y Ramírez de Arellano, Serafín María de Sotto y Manuel Curros Enríquez, entre otros. 
Con los años fue descubriendo que su pasión por el arte y la pintura llegaba más allá, culminando finalmente con la escritura y la crítica literaria de la época. De todas sus obras, se pueden destacar: 
- Artistas y críticos españoles. Trata las siluetas de pintores, escultores y críticos. Publicado en 1887.

- Orfebrería gallega. Es un conjunto de notas para su historia. Aparecido en 1912.

- Los bucólicos. La pintura de costumbres rurales en España.

- Pisa. Esta obra muestra la influencia del Renacimiento italiano en su trabajo. Libro publicado el mismo año de su muerte, en 1913.

La labor intelectual de Balsa de la Vega presenta también una faceta como traductor. A él se deben algunas de las versiones en castellano de las novelas de aventuras de Emilio Salgari, como Los tigres de Mompracem, Los tigres de la Malasia y El rey del mar.
Falleció en Madrid en junio de 1913 por causas desconocidas, estando su familia asentada en unas de las aldeas de Ferrol. Actualmente en el Ayuntamiento de Padrón hay una calle en su honor, calle Balsa de la Vega.